# István Apáthy

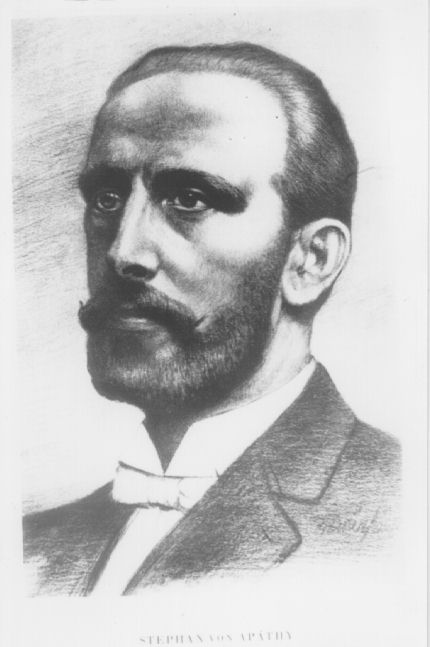
István Apáthy (1863–1922)

István Apáthy (* 24. Januar 1863 in Pest; † 27. September 1922 in Szeged), häufig als Stephan Apáthy oder Stephan von Apáthy bekannt, war ein ungarischer Mediziner, Biologe, Zoologe und Politiker. Sein Forschungsschwerpunkt war die Histologie.

## Leben
Apáthy war der Sohn des Rechtsanwalts István Apáthy senior (1829–1889). 1885 schloss er sein Medizin-Studium ab. Von 1888 bis 1890 war er Gastforscher an der Universität Budapest. Von 1890 bis 1918 war er Professor an der Ungarischen Königlichen Universität von Kolozsvár (heute Cluj-Napoca, Rumänien), wo er Vorsitzender der Abteilung für Zoologie und im Jahr 1909 Gründer des damals modernsten biologischen Instituts Europas war. Zwischen 1919 und 1922 war er Professor an der Universität Szeged. Apáthys Forschungsinteressen galten der vergleichenden Histologie des Nervensystems, den Neurofilamenten und den Egeln (Hirudinea), von denen er einige neue Arten beschrieb.
Apáthy arbeitete in Zusammenarbeit mit der zoologischen Station in Neapel, Italien, wobei er teilweise in Kolozsvár und teilweise in Neapel forschte. Bei seiner Arbeit mit dem Mikroskop entwickelte er spezielle experimentelle Methoden, die weltweit Interesse weckten, darunter die Imprägnierung mit Sublimatalkohol, die elektive Färbung mit Goldchlorid und die Doppeleinbettung.
1897 prägte Apáthy erstmals den Begriff Neuropil im Rahmen der Nervennetzhypothese. Obwohl diese Theorie von der Neuronentheorie verdrängt wurde, trug sie zusammen mit Apáthys Forschung zu einem tieferen Verständnis der Histologie bei. Apáthy war aktiv in den Bereichen Bildungsorganisation und Politik tätig. Er spielte eine wichtige Rolle bei der Entwicklung der Universität Kolozsvár und war zwischen 1903 und 1904 deren Rektor. 1918 leitete er die Evakuierung der Universität Kolozsvár nach Szeged, bevor Transsilvanien rumänisch besetzt wurde. Er interessierte sich auch für das Verhältnis der Biologie zur Soziologie und zur Philosophie.
Zu Apáthys wichtigsten Schriften zählen Die Mikrotechnik der tierischen Morphologie I–II (1896–1901), Das leitende Element des Nervensystems und seine topographyische Beziehunghen zu den Zellen (1897), L’hypothèse de la continuité de M. Apáthy (1908), Magántulajdon, csere és társadalmi élet az állatvilágban (1908), A fejlődés törvénye és a társadalom (1912) und A háború biológiája (1915).

## Dedikationsnamen
Vidor Tafner beschrieb im Jahr 1905 die Milbenart Chamobates apathyi. Lajos Méhelÿ führte im Jahr 1907 die Eidechsengattung Apathya (mit Lacerta cappadocica Werner, 1902 als Typusart) ein. Der polnische Zoologe Michał Gedroyć benannte 1916 die Egelart Dina apathyi nach Apáthy.